# Трпељивост
Трпељивост односно толеранција јесте појам из области друштва, културе или религије који се односи на колективну и појединачну праксу прихватања и сарадње са особама које нису исте вере, не мисле на исти начин, имају другачији политички став или се разликују по неком другом основу. Толеранција укључује свесну одлуку да се поступи ненасилно или уздржано. Заснована је и на верским учењима свих доминантних религија, али и на државним законима који установљавају право на различито мишљење и неугрожавање појединца. 
У биопсихолошком смислу, толеранција је појединчев капацитет да продужи или превазиђе ефекте одређене дроге. Зато што дроге имају тенденцију да дају слабије ефекте поновном употребом, корисник често повећава количину да би постигао исти ефекат, односно његова толеранција на дрогу се повећава.